# Grand-Prix d'Espoo 2022
Navigation
Édition précédente Édition suivante
Le Grand-Prix d'Espoo 2022 (2022 Grand Prix of Espoo en anglais)  est une compétition internationale de patinage artistique qui accueille des patineurs amateurs de niveau senior dans quatre catégories: simple messieurs, simple dames, couple artistique et danse sur glace.
Il remplace la coupe de Russie pour l'édition 2022, après que l'Union internationale de patinage ait interdit à la fédération de Russie d'organiser des compétitions internationales en raison de l'invasion russe de l'Ukraine le 24 février 2022. Depuis le 1er mars 2022, l'Union internationale de patinage interdit également aux patineurs artistiques et aux officiels de la fédération de Russie et de la Biélorussie de participer et d'assister à toutes les compétitions internationales, c'est pourquoi les athlètes russes et biélorusses ne peuvent participer à aucune épreuve du Grand Prix ISU 2022-2023.
L'Union internationale de patinage choisit la ville finlandaise d'Espoo pour organiser l'événement à la Metro Areena du 25 au 27 novembre 2022, ville qui doit déjà accueillir les championnats d'Europe en janvier 2023. Il est la sixième compétition du Grand Prix ISU senior de la saison 2022/2023.

## Résultats

### Messieurs
| Rang | Nom                  | Pays       | Points | Programme court | Programme court | Programme libre | Programme libre |
| ---- | -------------------- | ---------- | ------ | --------------- | --------------- | --------------- | --------------- |
| 1    | Ilia Malinin         | États-Unis | 278.39 | 2               | 85.57           | 1               | 192.82          |
| 2    | Shun Sato            | Japon      | 262.21 | 3               | 81.59           | 2               | 180.62          |
| 3    | Kevin Aymoz          | France     | 255.69 | 1               | 88.96           | 3               | 166.73          |
| 4    | Tatsuya Tsuboi       | Japon      | 244.90 | 5               | 78.82           | 4               | 166.08          |
| 5    | Camden Pulkinen      | États-Unis | 229.92 | 7               | 72.45           | 5               | 157.47          |
| 6    | Nikolaj Majorov      | Suède      | 209.55 | 8               | 69.94           | 6               | 139.61          |
| 7    | Arlet Levandi        | Estonie    | 209.50 | 6               | 72.67           | 7               | 136.83          |
| 8    | Keegan Messing       | Canada     | 205.02 | 4               | 80.12           | 12              | 124.90          |
| 9    | Valtter Virtanen     | Finlande   | 204.02 | 9               | 69.15           | 8               | 134.87          |
| 10   | Aleksandr Selevko    | Estonie    | 199.47 | 11              | 66.96           | 10              | 132.51          |
| 11   | Lucas Tsuyoshi Honda | Japon      | 197.90 | 10              | 67.92           | 11              | 129.98          |
| 12   | Moris Kvitelashvili  | Géorgie    | 196.80 | 12              | 62.42           | 9               | 134.38          |

### Dames
| Rang | Nom                | Pays       | Points | Programme court | Programme court | Programme libre | Programme libre |
| ---- | ------------------ | ---------- | ------ | --------------- | --------------- | --------------- | --------------- |
| 1    | Mai Mihara         | Japon      | 204.14 | 2               | 73.58           | 1               | 130.56          |
| 2    | Loena Hendrickx    | Belgique   | 203.91 | 1               | 74.88           | 3               | 129.03          |
| 3    | Mana Kawabe        | Japon      | 197.41 | 3               | 67.03           | 2               | 130.38          |
| 4    | Rika Kihira        | Japon      | 192.43 | 6               | 64.07           | 4               | 128.36          |
| 5    | Madeline Schizas   | Canada     | 187.84 | 5               | 65.19           | 5               | 122.65          |
| 6    | Lindsay Thorngren  | États-Unis | 183.23 | 4               | 65.75           | 6               | 117.48          |
| 7    | Anastasia Gubanova | Géorgie    | 166.57 | 9               | 56.03           | 8               | 110.54          |
| 8    | Bradie Tennell     | États-Unis | 163.98 | 7               | 60.64           | 9               | 103.34          |
| 9    | Jenni Saarinen     | Finlande   | 155.64 | 8               | 59.69           | 11              | 95.95           |
| 10   | Janna Jyrkinen     | Finlande   | 154.45 | 12              | 42.89           | 7               | 111.56          |
| 11   | Linnea Ceder       | Finlande   | 151.91 | 10              | 55.63           | 10              | 96.28           |
| 12   | Eva-Lotta Kiibus   | Estonie    | 138.89 | 11              | 49.27           | 12              | 89.62           |

### Couples
| Rang | Nom                                     | Pays       | Points | Programme court | Programme court | Programme libre | Programme libre |
| ---- | --------------------------------------- | ---------- | ------ | --------------- | --------------- | --------------- | --------------- |
| 1    | Rebecca Ghilardi / Filippo Ambrosini    | Italie     | 189.74 | 1               | 67.31           | 1               | 122.43          |
| 2    | Alisa Efimova / Ruben Blommaert         | Allemagne  | 170.75 | 4               | 62.46           | 2               | 108.29          |
| 3    | Anastasiia Metelkina / Daniil Parkman   | Géorgie    | 166.56 | 3               | 62.59           | 3               | 103.97          |
| 4    | Anastasiia Smirnova / Danylo Siianytsia | États-Unis | 165.12 | 2               | 63.01           | 4               | 102.11          |
| 5    | Daria Danilova / Michel Tsiba           | Pays-Bas   | 146.15 | 5               | 56.41           | 6               | 89.74           |
| 6    | Nika Osipova / Dmitry Epstein           | Pays-Bas   | 138.10 | 6               | 47.97           | 5               | 90.13           |
| 7    | Anna Valesi / Manuel Piazza             | Italie     | 129.02 | 8               | 44.36           | 7               | 84.66           |
| 8    | Greta Crafoord / John Crafoord          | Suède      | 127.37 | 7               | 45.79           | 8               | 81.58           |

### Danse sur glace
| Rang | Nom                                      | Pays       | Points | Danse rythmique | Danse rythmique | Danse libre | Danse libre |
| ---- | ---------------------------------------- | ---------- | ------ | --------------- | --------------- | ----------- | ----------- |
| 1    | Piper Gilles / Paul Poirier              | Canada     | 219.49 | 1               | 87.80           | 1           | 131.69      |
| 2    | Kaitlin Hawayek / Jean-Luc Baker         | États-Unis | 202.46 | 2               | 80.93           | 2           | 121.53      |
| 3    | Juulia Turkkila / Matthias Versluis      | Finlande   | 191.79 | 4               | 75.06           | 3           | 116.73      |
| 4    | Christina Carreira / Anthony Ponomarenko | États-Unis | 188.80 | 3               | 76.20           | 4           | 112.60      |
| 5    | Natálie Taschlerová / Filip Taschler     | Tchéquie   | 186.39 | 5               | 74.60           | 5           | 111.79      |
| 6    | Carolane Soucisse / Shane Firus          | Canada     | 175.63 | 6               | 72.38           | 7           | 103.25      |
| 7    | Yuka Orihara / Juho Pirinen              | Finlande   | 173.17 | 8               | 69.13           | 6           | 104.04      |
| 8    | Oona Brown / Gage Brown                  | États-Unis | 166.70 | 9               | 65.71           | 8           | 100.99      |
| 9    | Wang Shiyue / Liu Xinyu                  | Chine      | 165.20 | 7               | 69.95           | 9           | 95.25       |
| 10   | Natacha Lagouge / Arnaud Caffa           | France     | 151.63 | 10              | 60.07           | 10          | 91.56       |

## Source
- Résultats du Grand-Prix d'Espoo 2022